# Thylogale browni
Thylogale browni е вид бозайник от семейство Кенгурови (Macropodidae). Видът е световно застрашен, със статут Уязвим.

## Разпространение
Разпространен е в Индонезия и Папуа Нова Гвинея.